# بروس جونسون (سياسي)
بروس جونسون (بالإنجليزية: Bruce Johnson)‏ هو سياسي أمريكي، (و. 1875 – 1932 م). نشط حزبياً في الحزب الجمهوري. وقد انتخب عضو مجلس ولاية ويسكونسن.